# Zatoka Warneńska
Zatoka Warneńska (bułg. Варненски залив, Warnenski zaliw) – zatoka Morza Czarnego, położona u wybrzeży Bułgarii. Jest drugą największą zatoką Bułgarii, po Zatoce Burgaskiej. Zajmuje powierzchnię ok. 20 km², ma 3 km długości, 7 km szerokości (u wlotu) i od 10 do 18 m głębokości. Linia brzegowa zatoki ma 14 km długości. Północne i południowe brzegi zatoki są wysokie i strome, natomiast zachodnia część wybrzeża jest niska i uformowana w wyniku procesów akumulacyjnych. W surowe zimy zatoka zamarza. Jezioro Warneńskie i Bełosławsko ezero są połączone z zatoką kanałem żeglugowym. U północno-zachodnich wybrzeży zatoki leży miasto Warna, a u północno-wschodnich wybrzeży miasto Kawarna. Zgodnie z bułgarskim prawem, teren zatoki wchodzi w skład morskich wód wewnętrznych Bułgarii.